# Eumecacris pygmaea
Eumecacris pygmaea är en insektsart som beskrevs av Marius Descamps 1984. Eumecacris pygmaea ingår i släktet Eumecacris och familjen gräshoppor. Inga underarter finns listade i Catalogue of Life.